# Mount Stuart House
Mount Stuart House – rezydencja arystokratyczna na szkockiej wyspie Bute. Znajduje się w pobliżu wschodniego wybrzeża, około pięciu kilometrów na południowy wschód od Rothesay, stolicy wyspy. W 1971 Mount Stuart House został zaliczony do najwyższej kategorii A budynków o szczególnym znaczeniu architektonicznym lub historycznym..

## Historia
Dzisiejszy Mount Stuart House został zbudowany w 1878 na miejscu poprzedniej budowli z 1718, która spłonęła w 1877. Właściciel Mount Stuart – John Crichton-Stuart (3. markiz Bute) przeznaczył 300 tysięcy funtów na budowę nowej siedziby w stylu neogotyckim, a projektantem został Robert Rowand Anderson. Budowę ukończono w 1878. Rezydencja był wówczas najnowocześniej wyposażonym budynkiem mieszkalnym w Szkocji: posiadał elektryczny system oświetleniowy, telefony, system centralnego ogrzewania, pierwszy podgrzewany basen w domu, itp. W 1900 dobudowano mauzoleum, a w 1995 rezydencję udostępniono do zwiedzania publicznego.

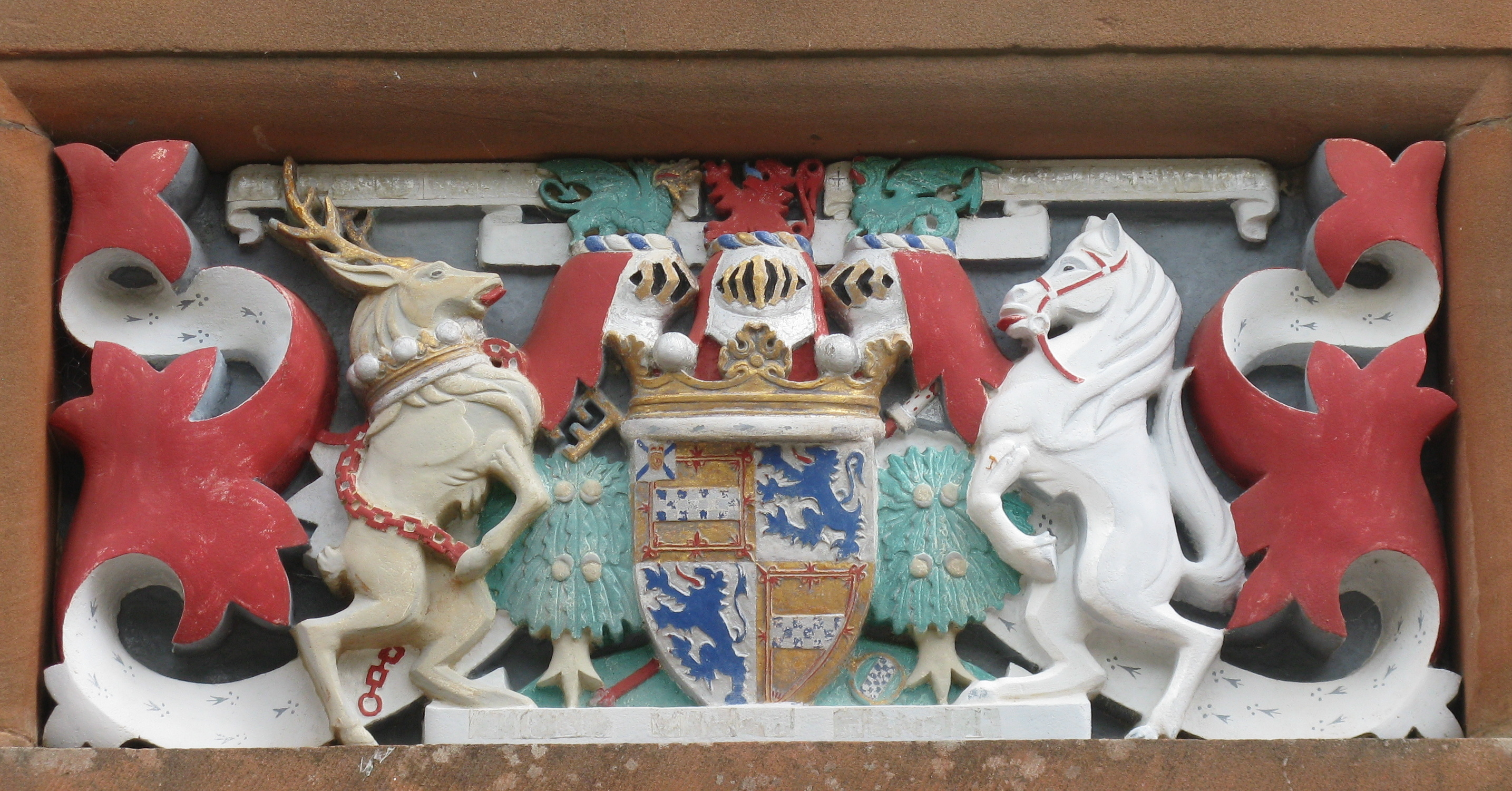
Herb Marquess of Bute
Herb Marquess of Bute